# Clásica de San Sebastián 1984
La 4.º edición de la Clásica de San Sebastián se disputó el 16 de agosto de 1984, por un circuito por Guipúzcoa con inicio y final en San Sebastián, sobre un trazado de 244 kilómetros.
El ganador de la carrera fue el suizo Niki Rüttimann (La Vie Claire), que se impuso al esprint en la llegada a San Sebastián. El alemán Raimund Dietzen (Teka) y el español Celestino Prieto fueron segundo y tercero respectivamente.

## Clasificación final
| Posición | Ciclista         | Equipo        | Tiempo   |
| -------- | ---------------- | ------------- | -------- |
| 1        | Niki Rüttimann   | La Vie Claire | 6h11'10" |
| 2        | Reimund Dietzen  | Teka          | s.t.     |
| 3        | Celestino Prieto | Reynolds      | s.t.     |
| 4        | Dominique Garde  | Peugeot       | s.t.     |
| 5        | José Recio       | Kelme         | s.t.     |
| 6        | Iñaki Gastón     | Reynolds      | s.t.     |
| 7        | Faustino Rupérez | Zor-Gemeaz    | s.t.     |
| 8        | Eduardo Chozas   | Zor-Gemeaz    | s.t.     |
| 9        | Robert Millar    | Peugeot       | s.t.     |
| 10       | Ángel Camarillo  | Zor-Gemeaz    | s.t.     |